# 600メートル競走
600メートル競走とは600メートルを走るタイムを競う陸上競技のトラック種目で、中距離走に分類される。
正式種目ではなく、国内では中長距離もしくは400メートル競走や400メートル障害走などのロングスプリントの練習という位置付けが強い。世界的にも競技として実施される事は珍しい。
また国際陸連でも非公認種目としているため、記録の扱いは「世界記録」ではなく「世界最高記録」と云った表記となる。

## 世界歴代10傑
- タイム横にあるiの表記は、室内記録であることを意味する。
- タイム横にあるAの表記は、標高1000メートル以上の地点において記録された高地記録であることを意味する。

|    | タイム     | 名前                             | 所属           | 場所                     | 日付          |
| -- | ---------- | -------------------------------- | -------------- | ------------------------ | ------------- |
| 1  | 1分12秒81  | ジョニー・グレー                 | アメリカ合衆国 | サンタモニカ             | 1986年5月24日 |
| 2  | 1分13秒10  | デイヴィッド・レクタ・ルディシャ | ケニア         | バーミンガム             | 2016年6月5日  |
| 3  | 1分13秒21  | ピエール＝アンブロワーズ・ボッセ | フランス       | バーミンガム             | 2016年6月5日  |
| 4  | 1分13秒28  | デュエイン・ソロモン             | アメリカ合衆国 | バーナビー               | 2013年7月1日  |
| 5  | 1分13秒49  | ジョゼフ・ミューチュア           | ケニア         | ナイメッテ・ショフォント | 2002年8月27日 |
| 6  | 1分13秒77i | ドナバン・ブレージャー           | アメリカ合衆国 | スタテンアイランド       | 2019年2月29日 |
| 7  | 1分13秒80  | アール・ジョーンズ               | アメリカ合衆国 | サンタモニカ             | 1986年5月24日 |
| 8  | 1分13秒97  | ライアン・サンチェス             | プエルトリコ   | カロライナ               | 2023年3月18日 |
| 9  | 1分14秒01  | ガブリエル・テュアル             | フランス       | ニース                   | 2025年5月31日 |
| 10 | 1分14秒03  | Brandon MILLER                   | アメリカ合衆国 | アルバカーキ             | 2024年2月9日  |

|    | タイム     | 名前                       | 所属                             | 場所                     | 日付          |
| -- | ---------- | -------------------------- | -------------------------------- | ------------------------ | ------------- |
| 1  | 1分21秒63  | メアリー・モラー           | ケニア                           | ベルリン                 | 2024年9月1日  |
| 2  | 1分21秒77  | キャスター・セメンヤ       | 南アフリカ共和国                 | ベルリン                 | 2017年8月27日 |
| 3  | 1分22秒39  | アジー・ウィルソン         | アメリカ合衆国                   | ベルリン                 | 2017年8月27日 |
| 4  | 1分22秒63  | アナ・フィデリア・キロット | キューバ                         | グアダラハラ             | 1997年7月25日 |
| 5  | 1分22秒74  | アシング・ムー             | アメリカ合衆国                   | フィラデルフィア         | 2022年4月30日 |
| 6  | 1分22秒87  | マリア・ムトラ             | モザンビーク                     | ナイメッテ・ショフォント | 2002年8月27日 |
| 7  | 1分22秒98  | シャフィクア・マロニー     | セントビンセント・グレナディーン | ベルリン                 | 2024年9月1日  |
| 8  | 1分23秒18  | フランシン・ニオンシバ     | ブルンジ                         | ベルリン                 | 2017年8月27日 |
| 9  | 1分23秒35  | パメラ・ジェリモ           | ケニア                           | ナイメッテ・ショフォント | 2012年7月5日  |
| 10 | 1分23秒41i | キーリー・ホジキンソン     | イギリス                         | マンチェスター           | 2023年1月28日 |

## エリア記録
| エリア         | タイム      | 名前                             | 所属           | 場所         | 日付          |
| -------------- | ----------- | -------------------------------- | -------------- | ------------ | ------------- |
| アフリカ       | 1分13秒10   | デイヴィッド・レクタ・ルディシャ | ケニア         | バーミンガム | 2016年6月5日  |
| アフリカ：室内 | 1分14秒79i  | マイケル・サルニ                 | ケニア         | アルバカーキ | 2018年1月19日 |
| アジア         | 1分15秒77   | モハメド・ナシル・アッバス       | カタール       | グラボ       | 2019年2月1日  |
| アジア：室内   | 1分15秒83 i | ムサブ・アブドゥラーマン・バラ   | カタール       | モスクワ     | 2014年2月2日  |
| ヨーロッパ     | 1分13秒21   | ピエール＝アンブロワーズ・ボッセ | フランス       | バーミンガム | 2016年6月5日  |
| 北アメリカ     | 1分12秒81   | ジョニー・グレー                 | アメリカ合衆国 | サンタモニカ | 1986年5月24日 |
| 南アメリカ     | 1分14秒98   | Eduardo RIBEIRO                  | ブラジル       | ニース       | 2025年5月31日 |
| オセアニア     | １分15秒14  | ラクラン・レンショー             | オーストラリア | シドニー     | 2010年2月10日 |

| エリア           | タイム          | 名前                     | 所属           | 場所                     | 日付          |
| ---------------- | --------------- | ------------------------ | -------------- | ------------------------ | ------------- |
| アフリカ         | 1分21秒63       | メアリー・モラー         | ケニア         | ベルリン                 | 2024年9月1日  |
| アフリカ：室内   | 1分25秒76 i     | レジーナ・ジョージ       | ナイジェリア   | フェイエットビル         | 2014年1月10日 |
| アジア           | 1分24秒84       | タルシ・カルナラトナ     | スリランカ     | ビルバオ                 | 2024年6月18日 |
| ヨーロッパ       | 1分23秒5 A (ht) | ドイナ・メリンテ         | ルーマニア     | ポイアナ・ブラショフ     | 1986年7月27日 |
| ヨーロッパ：室内 | 1分23秒41       | キーリー・ホジキンソン   | イギリス       | マンチェスター           | 2023年1月28日 |
| 北アメリカ       | 1分22秒39       | アジー・ウィルソン       | アメリカ合衆国 | ベルリン                 | 2017年8月27日 |
| 南アメリカ       | 1分25秒05       | ルシアナ・ポーラ・メンデ | ブラジル       | ナイメッテ・ショフォント | 2004年8月3日  |
| オセアニア       | 1分24秒53       | ベンデレ・オボヤ         | オーストラリア | ビルバオ                 | 2024年6月18日 |

## 日本最高記録
| 記録 | タイム    | 名前   | 所属     | 場所                   | 日付          |
| ---- | --------- | ------ | -------- | ---------------------- | ------------- |
| 日本 | 1分16秒34 | 落合晃 | 滋賀学園 | ヤンマースタジアム長居 | 2024年8月17日 |